# ۱۴ ارابه‌ران

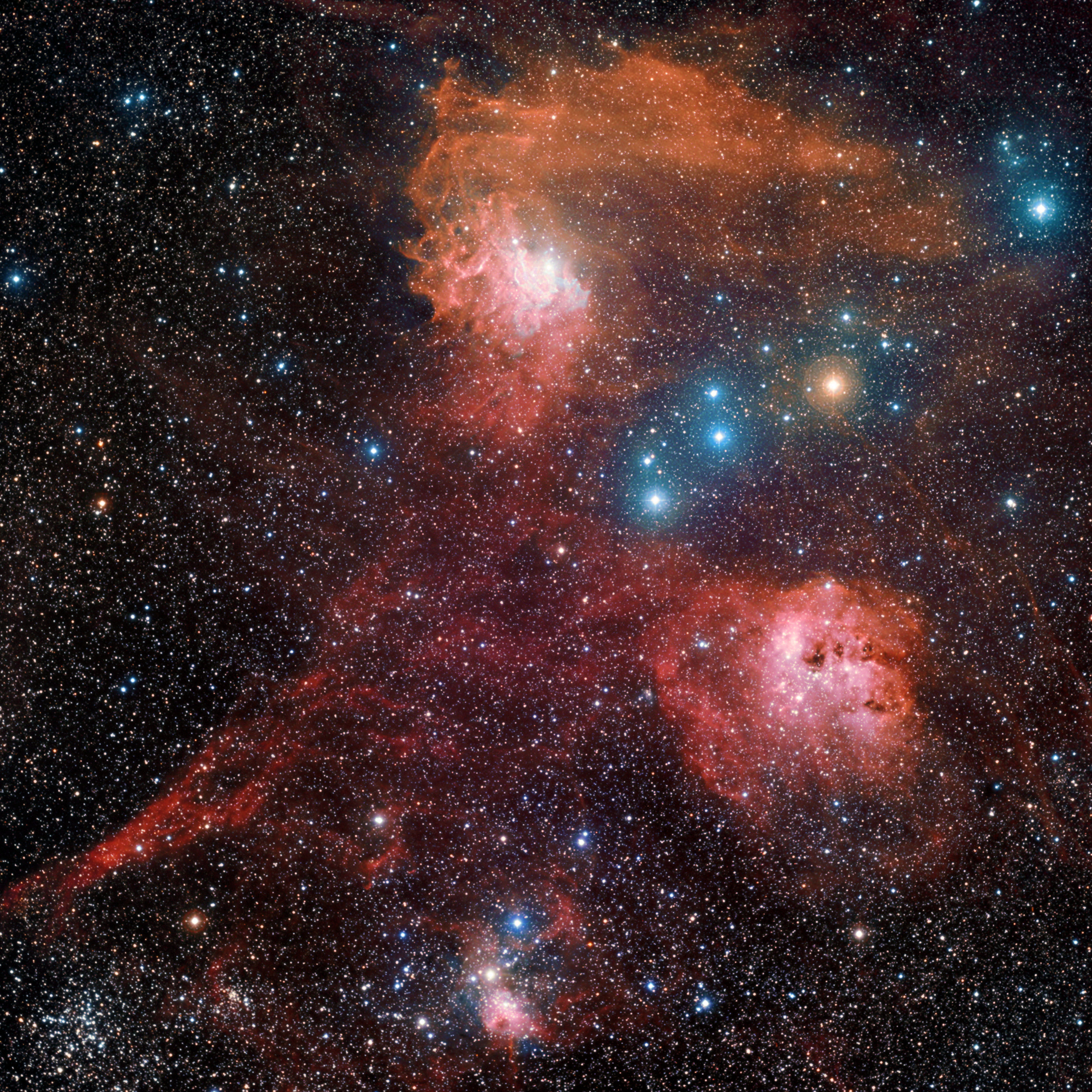
نمایی از ستارهٔ «۱۴ ارابه‌ران» درخشان‌ترین ستارهٔ (آبی رنگ) که نه چندان دور از گوشهٔ سمت راست بالای این منطقه از آسمان سرشار از سحابی‌ها و خوشه‌های باز قرار دارد.

۱۴ ارابه‌ران یک ستاره است که در صورت فلکی ارابه‌ران قرار دارد.